# Pseudococcus grayi
Pseudococcus grayi är en insektsart som beskrevs av Williams 1985. Pseudococcus grayi ingår i släktet Pseudococcus och familjen ullsköldlöss.
Artens utbredningsområde är Papua Nya Guinea. Inga underarter finns listade i Catalogue of Life.